# Adam Wiśniewski-Snerg
Adam Wiśniewski-Snerg (ur. 1 stycznia 1937 w Płocku, zm. 23 sierpnia 1995 w Warszawie) – polski pisarz science fiction, samouk. Debiutem powieściopisarskim Snerga jest Robot (1973); jest to zarazem jego najwyżej ceniona powieść. 
Pod koniec życia zapomniany i niedoceniany, po samobójczej śmierci odkryty na nowo jako jeden z najwybitniejszych polskich pisarzy SF.

## Biografia
Stracił rodziców podczas II wojny światowej, wychowany przez ciotkę, nigdy nie zdał matury. Pracował m.in. jako elektryk i korepetytor z matematyki i fizyki.
Przez długi czas, pomimo nacisku mediów, starannie ukrywał swój wizerunek, nie udzielał wywiadów ani nie podawał informacji biograficznych. W swoich utworach prezentował własną, syntetyczną wizję świata, której nie uważał za daleką od rzeczywistości.  
Snerg to pseudonim wymyślony przez autora ze względu na popularność zarówno nazwiska Wiśniewski, jak i imienia Adam. „Snerg” to odczytany skrót Sumy Całkowitej Energii.
Pod koniec życia Adam Wiśniewski-Snerg cierpiał na ciężką depresję, o jego ostatnich chwilach na łamach „Nowej Fantastyki” opowiadała ciotka. Zmarł śmiercią samobójczą 24 sierpnia 1995 w warszawskiej Falenicy.

## Twórczość
Debiutował jako na łamach „Kameny” w 1968 roku opowiadaniem „Anonim”.
Debiutem powieściopisarskim Snerga jest Robot. Jest to zarazem jego najwyżej ceniona powieść. Snerg buduje w niej świat wokół teorii nadistot. Jest to świat, w którym niepodzielnie rządzi Mechanizm, a ludzie są mu posłuszni, nie mając przy tym świadomości własnego zniewolenia.
Książka zwyciężyła w ogłoszonym na łamach Expressu Wieczornego w maju 1976 przez Ogólnopolski Klub Miłośników Fantastyki i Science Fiction plebiscycie czytelników na najciekawszą, najlepszą i najbardziej wartościową książką SF wydaną w Polsce Ludowej (niekoniecznie polskiego autora). Uroczyste wręczenie nagrody nastąpiło podczas I Ogólnopolskiego Konwentu Klubów i Miłośników SF w grudniu 1977.
W nielicznym dorobku twórczym Snerga znajdziemy także nowele i opowiadania, m.in. Tramwajada, seria o Perrym Eksie, Anioł przemocy, Otępienie. Niektóre opowiadania publikowane były na łamach „Nowej Fantastyki”, w tym: Rozdwojenie, Dzikus, Przerwany film, Zmowa.
Za jedno ze swoich najważniejszych dzieł Snerg uważał Jednolitą teorię czasoprzestrzeni wydaną własnym nakładem (10 tysięcy egzemplarzy) w 1990 roku. Rozprawa ta nie spotkała się z uznaniem w środowisku naukowym.
Jest on także autorem kilku innych teorii obejmujących rozmaite dziedziny nauki i sztuki: Teorii nadistot, Teorii bezpieczeństwa i koncepcji decentryzmu.
W powieści Według łotra mamy do czynienia z różnymi stopniami człowieczeństwa, różnymi stopniami rzeczywistości i uczestnictwa w niej. Każdy w tej książce – manekin, statysta z drugiego planu, statysta pierwszoplanowy, aktor, reżyser – „widzi” wokół siebie coś innego. A widzi tylko to, co jest w stanie objąć własną świadomością. Manekin, patrząc na manekiny, widzi jakby ludzi i traktuje ich serio, podobnie jak siebie. Trzeba być stopień wyżej, by ocenić ułomność niższego stanu. Manekin nie postrzega dekoracji jako dekoracji, statysta nie odbiera swej sytuacji jako sztucznej i zaprogramowanej. Powieść zdobyła spory rozgłos i doczekała się kilku wydań, w tym edycji zagranicznych.
Jego książki zostały przetłumaczone na język angielski, niemiecki, węgierski oraz czeski.
Pozycje wydane po śmierci Snerga (Oro, Trzecia cywilizacja) nie zyskały uznania w oczach czytelników i krytyków. W obu tych książkach można dostrzec kilka podobieństw, obydwie traktują o zapomnianej cywilizacji, której historię główny bohater ma możliwość poznawać i w pewnym sensie przeżywać dzięki znalezionym przypadkiem artefaktom. Ich akcja jest dość schematyczna i przewidywalna, zastrzeżenia budzi także pisarski warsztat autora i logiczna spójność utworów, które sprawiają wrażenie bardziej szkiców niż ukończonych dzieł. Niektórzy miłośnicy Snerga mają wątpliwości, czy utwory te wyszły spod jego pióra.
W każdym razie sam autor nie zdecydował się ich opublikować.

## Ważniejsze dzieła
- Robot (Wydawnictwo Literackie, Kraków 1973)
- Według łotra (Wydawnictwo Literackie, Kraków 1978)
- Nagi cel (Czytelnik, Warszawa 1980)
- Arka (Czytelnik, Warszawa 1989)
- Jednolita teoria czasoprzestrzeni (Wydawnictwo Pusty Obłok, Warszawa 1990)

### Dzieła wydane pośmiertnie
- Oro (Wydawnictwo Amber, Warszawa 1997)
- Trzecia cywilizacja (Wydawnictwo C&T, Toruń 1998)
- Anioł przemocy i inne opowiadania (Wydawnictwo INFO-ART, Gliwice 2001)

## Upamiętnienie
Snerg był pierwowzorem Sneera – głównego bohatera powieści Janusza A. Zajdla Limes inferior. Janusz A. Zajdel nadał swojemu bohaterowi nazwisko Adi Cherryson (demonstracyjne tłumaczenie nazwiska Snerga na angielski) i uczynił go „lifterem” – człowiekiem utrzymującym się z potajemnego zdawania za inne osoby egzaminu na wyższe poziomy inteligencji, podczas gdy on sam nominalnie jest osobą o stosunkowo niskim współczynniku IQ. Jest to aluzja do życiorysu Snerga: pisarz nie zdał matury na skutek konfliktu z nauczycielką języka polskiego, a następnie utrzymywał się przez pewien czas z udzielania korepetycji studentom fizyki, i to tym z późniejszych lat studiów.
Snerg użyczył także imienia bohaterowi debiutanckiego opowiadania Marka Huberatha Wrócieeś Sneogg, wiedziaam...
Jego nazwisko pojawiło się w mediach w związku z rzekomym plagiatem, jakiego mieli się dopuścić bracia (później siostry) Wachowscy, twórcy filmu Matrix, którego rzeczywistość podobna jest do tej przedstawionej w opowiadaniu Snerga Anioł przemocy. 
Adam Wiśniewski-Snerg jest patronem Gminnej Biblioteki Publicznej w Milejewie.